# کریستین جنسن برک
کریستین جنسن برک (انگلیسی: Christine Jensen Burke؛ زادهٔ ۲ ژوئیهٔ ۱۹۶۸) کوهنورد اهل نیوزیلند است.